# Ångkorvetten Gefles långresor

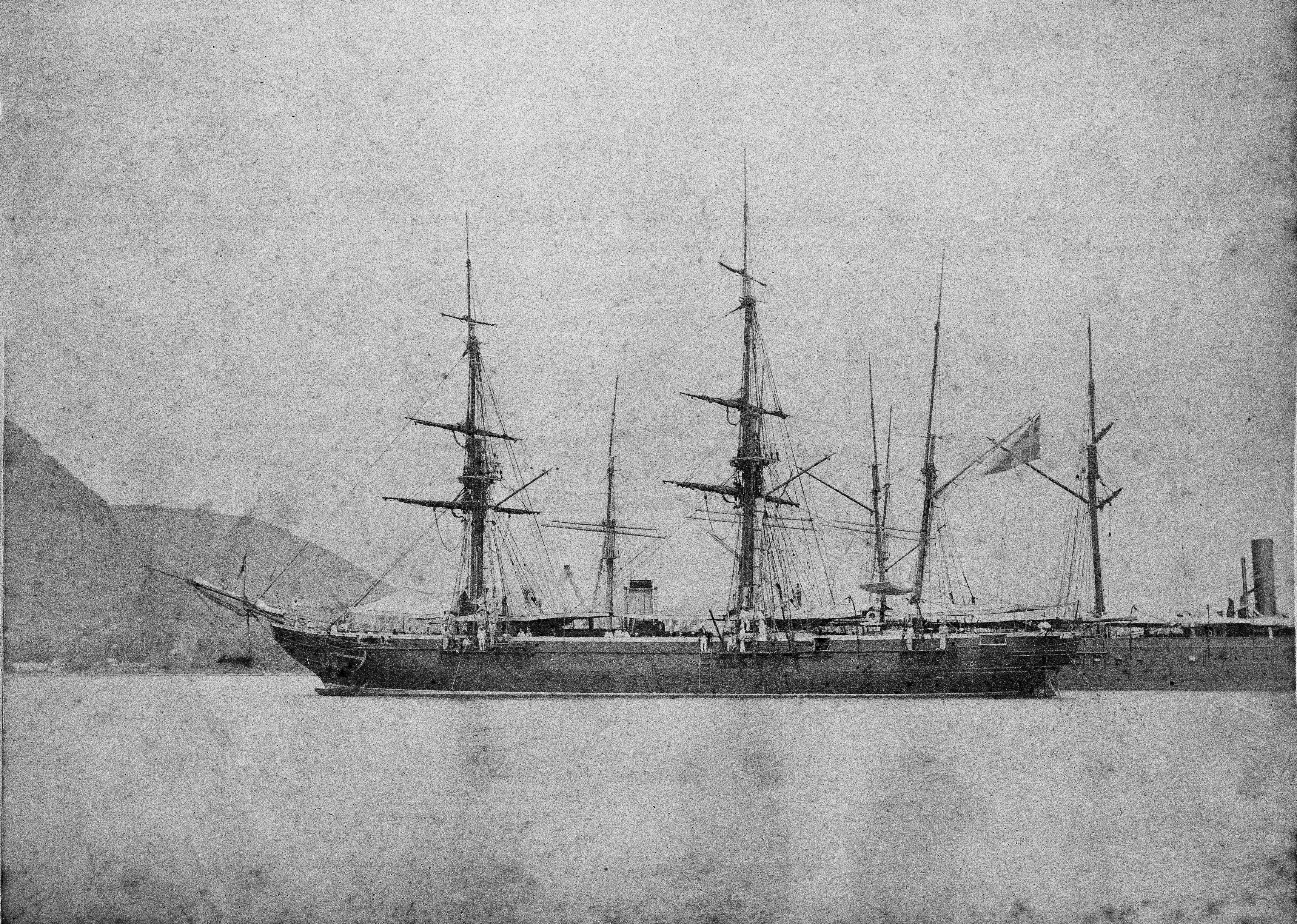
Gefle på redden till Montevideo i Uruguay under långresan 1878-79.

Ångkorvetten Gefles långresor är en förteckning över samtliga långresor som den svenska ångkorvetten Gefle genomförde mellan 1863 och 1881.

## 1863–1864
Första långresan. 
Färdväg
1. Sverige
2. Plymouth, England
3. Funchal, Madeira, Portugal
4. Saint Barthélemy, Västindien, Sverige
5. Saint Thomas, Virgin Islands, Västindien
6. New York, USA
7. Portsmouth, England
8. Cherbourg, Frankrike
9. Sverige

## 1864–1865
Färdväg
1. Sverige
2. Plymouth, England
3. Santa Cruz de Tenerife, Teneriffa, Kanarieöarna, Spanien
4. Praia, Kap Verde
5. Freetown, Sierra Leone
6. Trade Town, Monrovia, Liberia
7. Gibraltar
8. Malta, Italien
9. Smyrna, Turkiet
10. Milos, Grekland
11. Alexandria, Egypten
12. Malta, Italien
13. Tunis, Tunisien
14. Cadiz, Spanien
15. Tanger, Marocko
16. Spithead, England
17. Sverige

## 1865–1866
Färdväg
1. Sverige
2. Spithead, England
3. Rio de Janeiro, Brasilien
4. Montevideo, Uruguay
5. Port Stanley, Falklandsöarna
6. Valdivia, Chile
7. Valparaiso, Chile
8. Montevideo, Uruguay
9. Buenos Aires, Argentina
10. Lissabon, Portugal
11. Sverige

## 1866–1867
Färdväg
1. Sverige
2. Le Havre, Frankrike
3. Gibraltar
4. Tunis, Tunisien
5. Malaga, Spanien
6. Gibraltar
7. Saint Barthélemy, Västindien, Sverige
8. New York, USA
9. Plymouth, England
10. Sverige

## 1867–1868
Färdväg
1. Sverige
2. Plymouth, England
3. Gibraltar
4. Malta, Italien
5. Smyrna, Turkiet
6. Vourla, Grekland
7. Malta, Italien
8. Neapel, Italien
9. Malta, Italien
10. Jaffa, Nuvarande Israel
11. Gibraltar
12. Portsmouth, England
13. Sverige

## 1868–1869
Färdväg
1. Sverige
2. Plymouth, England
3. Bahia, Brasilien
4. Montevideo, Uruguay
5. Buenos Aires, Argentina
6. Saint Barthélemy, Västindien, Sverige
7. Saint Thomas, Virgin Islands, Västindien
8. San Juan, Puerto Rico
9. Manzanillo, Mexiko
10. Havanna, Kuba
11. New York, USA
12. Brest, Frankrike
13. Sverige

## 1869–1870
Färdväg
1. Sverige
2. Plymouth, England
3. Funchal, Madeira, Portugal
4. Rio de Janeiro, Brasilien
5. Montevideo, Uruguay
6. Buenos Aires, Argentina
7. Montevideo, Uruguay
8. Saint Barthélemy, Västindien, Sverige
9. Saint Thomas, Virgin Islands, Västindien
10. Havanna, Kuba
11. Port Hamilton, Bermuda
12. Portsmouth, England
13. Sverige

## 1874–1875
Färdväg
1. Sverige
2. Plymouth, England
3. Santander, Spanien
4. Cadiz, Spanien
5. Gibraltar
6. Funchal, Madeira, Portugal
7. Fort de France, Martinique
8. Saint Barthélemy, Västindien, Sverige
9. Saint Thomas, Virgin Islands, Västindien
10. Saint Croix, Virgin Islands, Västindien
11. Puerto Rico
12. Philadelphia, USA
13. Cherbourg, Frankrike
14. Wilhelmshaven, Tyskland
15. Sverige

## 1875–1876
Färdväg
1. Sverige
2. Plymouth, England
3. Santa Cruz de Tenerife, Teneriffa, Kanarieöarna, Spanien
4. Valletta, Malta, Italien
5. Pireus, Grekland
6. Milos, Grekland
7. Saida, Libanon
8. Jaffa, nuvarande Israel
9. Port Said, Egypten
10. Alexandria, Egypten
11. Neapel, Italien
12. Genua, Italien
13. Gibraltar
14. Deal
15. Antwerpen, Belgien
16. Sverige

## 1876–1877
Färdväg
1. Sverige
2. Plymouth, England
3. Lissabon, Portugal
4. Madeira, Portugal
5. Montevideo, Uruguay
6. Buenos Aires, Argentina
7. Montevideo, Uruguay
8. Kapstaden, Sydafrika
9. Port Louis, Mauritius
10. Réunion, Frankrike
11. Tamatave, Madagaskar
12. Durban, Sydafrika
13. Sankta Helena, Storbritannien
14. Ascension, Storbritannien
15. Cowe
16. Sverige

## 1878–1879
Färdväg
1. Sverige
2. Sheerness, England
3. Plymouth, England
4. Cadiz, Spanien
5. Malta, Italien
6. Alexandria, Egypten
7. Port Said, Egypten
8. Larnaca, Cypern
9. Milos, Grekland
10. Pireus, Grekland
11. Neapel, Italien
12. Gibraltar
13. Deal
14. Sverige

## 1880–1881
Sista långresan.
Färdväg
1. Sverige
2. Gibraltar
3. Brindisi, Italien
4. Pula, Österrike-Ungern (nuvarande Kroatien)
5. Korfu, Grekland
6. Port Said, Egypten
7. Alexandria, Egypten
8. Messina, Sicilien, Italien
9. Palermo, Sicilien, Italien
10. Neapel, Italien
11. Alger, Algeriet
12. Malaga, Spanien
13. Tanger, Marocko
14. Gibraltar
15. Portsmouth, England
16. Sverige